# Fator de automorfia
Em matemática, a noção de fator de automorfia surge de uma acção de grupo sobre uma variedade analítica complexa. Supondo-se um grupo {\displaystyle G} atuando sobre uma variedade analítica complexa {\displaystyle X}. Então, {\displaystyle G} também atua sobre o espaço de funções holomórficas de {\displaystyle X} para os números complexos. Uma função {\displaystyle f} é denominada uma forma automórfica se a seguinte condição:
{\displaystyle \,f(g.x)=j_{g}(x)f(x)}
onde {\displaystyle j_{g}(x)} é em qualquer posição função holomórfica não nula. Equivalentemente, uma forma automórfica é uma função onde o divisor é invariante sob a ação de {\displaystyle G}.
O fator de automorfia para a forma automórfica {\displaystyle f} é a função {\displaystyle j}. Uma função automórfica é uma forma automórfica para a qual {\displaystyle j} é a identidade.
Algumas notas sobre fatores de automorfia:
- Qualquer fator de automorfia é um cociclo para a ação de {\displaystyle G} sobre o multiplicativo grupo de qualquer posição de funções holomórficas não nulas.
- O fator de automorfia é um complexo de cadeias se e somente se origina-se de uma forma automórfica não nula em qualquer posição.
- Para um dado fator de automorfia, o espaço da forma automórfica é um espaço vetorial.
- O produto de duas formas automórficas é uma forma automórfica que corresponde ao produto dos fatores de automorfia correspondentes.

Relação entre fatores de automorfia e outras noções:
- Sendo {\displaystyle \Gamma } um reticulado em um grupo de Lie {\displaystyle G}. Então, um fator de automorfia para {\displaystyle \Gamma } corresponde ao fibrado de linhas sobre o grupo quociente {\displaystyle G/\Gamma }. Além disso, as formas automórficas para um dado fator de automorfia correspondem a seções do correspondente feixe de linhas.

O caso específico de {\displaystyle \Gamma }, um subgrupo de SL(2,R), atuando sobre o meio plano superior, é tratado no artigo sobre fatores automórficos.